# Brusimpiano
Brusimpiano (lombardul: Brusin) település Olaszországban, Varese megyében. Lakosainak száma 1177 fő (2023. január 1.). Brusimpiano Cuasso al Monte, Lavena Ponte Tresa, Marzio, Porto Ceresio, Caslano, Lugano és Morcote községekkel határos.

## Népesség
A település népességének változása:
| Lakosok száma | 1208 | 1213 | 1177 |
|               | 2017 | 2018 | 2023 |